# Omloop Het Nieuwsblad 2024
Das Straßenradrennen Omloop Het Nieuwsblad 2024 war die 79. Austragung des belgischen Eintagesrennens. Das von Flanders Classics organisierte Rennen fand am 24. Februar 2024 statt und war Teil der UCI WorldTour 2024.
Den Sieg sicherte sich der Slowene Jan Tratnik (Visma-Lease a Bike), der sich im Sprint vor Nils Politt (UAE Team Emirates) durchsetzte. Die beiden hatten sich nach dem Bosberg auf den letzten acht Kilometern von einem größeren Fahrerfeld abgesetzt, in dem Wout van Aert (Visma-Lease a Bike) auf Platz drei sprintete.

## Teilnehmende Mannschaften und Fahrer
Neben den 18 UCI WorldTeams gingen auch 7 UCI ProTeams bei dem Rennen an den Start. Für jede Mannschaft sind sieben Fahrer startberechtigt, wobei mit Piet Allegaert (Cofidis) ein Fahrer das Rennen nicht in Angriff nahm.
Mit Dylan van Baarle, Wout van Aert (beide Team Visma-Lease a Bike), Jasper Stuyven (Lidl-Trek) und Michael Valgren (EF Education-EasyPost) nahmen vier ehemalige Sieger des Eintagesrennens bei der 79. Austragung teil.
In Abwesenheit des amtierenden Weltmeisters Mathieu van der Poel (Alpecin-Deceuninck) galten in erster Linie die Fahrer des Team Visma-Lease a Bike zu den Favoriten. Mit Wout van Aert, Dylan Van Baarle, Christophe Laporte, Tiesj Benoot und Matteo Jorgenson wies die Mannschaft gleich mehrere potentielle Sieger auf. Als größte Herausforderer galten Julian Alaphilippe, Kasper Asgreen (beide Soudal Quick-Step), Thomas Pidcock, Ben Turner (beide Ineos Grenadiers), Biniam Girmay (Intermarche-Wanty-Circus), Arnaud De Lie (Lotto Dstny), Matej Mohorič, Fred Wright (beide Bahrain Victorious), Stefan Küng (Groupama-FDJ), Jasper Stuyven (Lidl-Trek), Alberto Bettiol (EF Education-EasyPost), Iván García Cortina (Movistar Team), Tim Wellens (UAE Team Emirates), Alexei Luzenko (Astana Qazaqstan Team), Matteo Trentin (Tudor Pro Cycling Team) und Rasmus Tiller (Uno-X Mobility). Im Falle eines Sprints aus einer größeren Gruppe zählten auch Jasper Philipsen (Alpecin-Deceuninck), Jordi Meeus (Bora-hansgrohe), Jonathan Milan (Lidl-Trek), Ethan Vernon (Israel-Premier Tech), sowie Alexander Kristoff und Søren Wærenskjold (beide Uno-X Mobility) zum erweiterten Favoritenkreis.
| UCI WorldTeams | UCI WorldTeams                  | UCI WorldTeams | UCI WorldTeams        | UCI WorldTeams | UCI WorldTeams            | UCI ProTeams | UCI ProTeams           |
| -------------- | ------------------------------- | -------------- | --------------------- | -------------- | ------------------------- | ------------ | ---------------------- |
| ADC            | Alpecin-Deceuninck              | EFE            | EF Education-EasyPost | DFP            | Team dsm-firmenich PostNL | BWB          | Bingoal WB             |
| ARK            | Arkéa-B&B Hotels                | GFC            | Groupama-FDJ          | JAY            | Team Jayco AlUla          | IPT          | Israel-Premier Tech    |
| AST            | Astana Qazaqstan Team           | IGD            | Ineos Grenadiers      | TVL            | Team Visma-Lease a Bike   | LDT          | Lotto Dstny            |
| TBV            | Bahrain Victorious              | IWA            | Intermarché-Wanty     | UAD            | UAE Team Emirates         | Q36          | Q36.5 Pro Cycling Team |
| BOH            | Bora-Hansgrohe                  | LTK            | Lidl-Trek             |                |                           | TFB          | Team Flanders-Baloise  |
| COF            | Cofidis                         | MOV            | Movistar Team         |                |                           | TUD          | Tudor Pro Cycling Team |
| DAT            | Decathlon AG2R La Mondiale Team | SOQ            | Soudal Quick-Step     |                |                           | UXM          | Uno-X Mobility         |

## Streckenführung
Die Strecke führte über 202,2 km von Gent über die Flämischen Ardennen nach Ninove. Im Vergleich zum Vorjahr veränderte sich die Streckenführung nur geringfügig. Insgesamt mussten die Fahrer 12 Hellingen (kurze Anstiege in Flandern) und 11 Kopfsteinpflaster-Passagen überqueren. Die letzten beiden Kopfsteinpflasteranstiege, die Mauer von Geraardsbergen (km 186,5) und der Bosberg (km 190,4), stellten die letzten großen Hindernisse vor dem Ziel dar.
In der ersten Rennhälfte wurden mit dem Haaghoek (km 36,4), Leberg (km 39,4) und der Lange Munte (km 88,1) nur wenige anspruchsvolle Passagen befahren. Die Strecke führte hier nur kurzzeitig in profilierteres Terrain, ehe eine Runde über Oudenaarde, Kruisem, Gavere zum Katteberg führte, der nach rund 100 Kilometern den Auftakt der zweiten Rennhälfte bildete. Nun folgten mehrere Anstiege in den Flämischen Ardennen, wobei die Kombination aus Haaghoek und Leberg das Herzstück der Schleifen darstellte. Nachdem der Leberg ein drittes und letztes Mal bei Kilometer 168,5 überquert worden war, führte die Strecke in Richtung Südosten und passierte dabei den Berendries und Elverenberg. Nach einem rund 10 Kilometer langen Flachstück wurde Geraardsbergen erreicht, wo im Anschluss die beiden Schlussanstiege auf die Mauer von Geraardsbergen und den Bosberg absolviert werden mussten. Die letzten 11,8 Kilometer verliefen leicht abfallend und führten zum Zielort Ninove.
|                       | km    | Kopfsteinpflaster | Anstieg |
| --------------------- | ----- | ----------------- | ------- |
| Haaghoek              | 36,4  | ●                 |         |
| Leberg                | 39,4  |                   | ●       |
| Lange Munte           | 88,1  | ●                 |         |
| Katteberg             | 103,6 | ●                 | ●       |
| Holleweg              | 104,4 | ●                 |         |
| Haaghoek              | 110,1 | ●                 |         |
| Leberg                | 113,2 |                   | ●       |
| Paddestraat           | 119,3 | ●                 |         |
| Hostellerie           | 130,2 |                   | ●       |
| Valkenberg            | 138,1 |                   | ●       |
| Holleweg              | 146   | ●                 |         |
| Wolvenberg            | 148,6 |                   | ●       |
| Kerkgate              | 152,2 | ●                 |         |
| Jagerij               | 154,8 | ●                 |         |
| Molenberg             | 161   | ●                 | ●       |
| Haaghoek              | 165,5 | ●                 |         |
| Leberg                | 168,5 |                   | ●       |
| Berendries            | 172,6 |                   | ●       |
| Elverenberg-Vossenhof | 175   |                   | ●       |
| Muur-Kapelmuur        | 186,5 | ●                 | ●       |
| Bosberg               | 190,4 | ●                 | ●       |
| Ziel                  | 202,2 |                   |         |

## Rennverlauf und Ergebnis
Mit Piet Allegaert (Cofidis) ging ein Fahrer nicht an den Start. Nachdem das Rennen freigegeben worden war, lösten sich Lars Boven (Alpecin-Deceuninck), Alexis Gougeard (Cofidis), Samuele Battistella (Astana Qazaqstan), Sander De Pestel (Decathlon AG2R La Mondiale), Manlio Moro (Movistar), Sean Flynn, Frank Van den Broek (beide dsm-firmenich PostNL), Elias Maris (Flanders-Baloise) und Jelle Vermoote (Bingoal WB) vom Peloton und fuhren einen Vorsprung von rund fünf Minuten heraus.
Bereits nach rund 70 Kilometern teilte sich das Hauptfeld in zwei größere Gruppen. 23 Fahrer konnten sich absetzten und fuhren innerhalb von wenigen Kilometern auf den meist flachen Straßen einen Vorsprung von rund einer Minute heraus. In der Gruppe vertreten waren unter anderen auch Wout van Aert, Christophe Laporte, Tiesj Benoot, Matteo Jorgenson (alle Visma-Lease a Bike), Thomas Pidcock, Ben Turner (beide Ineos Grenadiers), Kasper Asgreen (Soudal Quick-Step), Arnaud De Lie (Lotto Dstny), Jasper Philipsen (Alpecin-Deceuninck) und Jonathan Milan (Lidl-Trek). Das hohe Tempo sorgte dafür, dass die ursprüngliche Ausreißergruppe bereits 112 Kilometer vor dem Ziel eingeholt wurde. Während in erster Linie die Groupama-FDJ-Mannschaft um Stefan Küng versuchte die neu formiert Spitzengruppe einzuholen, forcierte Matteo Jorgensen im Wolvenberg, rund 50 Kilometer vor dem Ziel das Tempo, sodass neben ihm nur seine beiden Teamkollegen Wout van Aert und Christophe Laporte, sowie Thomas Pidcock, Arnaud De Lie, Toms Skujiņš (Lidl-Trek) und Gianni Moscon (Soudal Quick-Step) an der Spitze des Rennens verblieben. Kurz darauf wurde auch Gianni Moscon distanziert und von dem Hauptfeld eingeholt, das zwischenzeitlich eine Minute zurücklag. In der Spitzengruppe wechselten sich die verbliebenen sechs Fahrer in der Tempoarbeit ab, wobei Christophe Laporte mehrmals versuchte sich als Solist abzusetzen. Im Anstieg des Berendries forcierte Toms Skujiņš rund 30 Kilometer vor dem Ziel das Tempo, wodurch Thomas Pidcock in Schwierigkeiten geriet. Der Brite konnte jedoch die Lücke über die Kuppe des Anstiegs schließen.
24 Kilometer vor dem Ziel griff Matteo Jorgenson an und löste sich erfolgreich von der Spitzengruppe. Der US-Amerikaner erreichte den Anstieg der Mauer von Geraardsbergen mit einem Vorsprung von rund 20 Sekunden, wobei auch das Hauptfeld deutlich näher an die Ausreißer herangekommen war. Nicht mehr im Hauptfeld vertreten waren Julian Alaphilippe, Kasper Asgreen (beide Soudal Quick-Step) und Florian Sénéchal (Arkéa-B&B Hotels), die zuvor im Peloton zu Sturz gekommen waren. Im Anstieg behauptete Matteo Jorgenson seine Führung, büßte jedoch mehrere Sekunden auf seine ersten Verfolger ein. Während Thomas Pidcock zurückfiel, schloss Tim Wellens (UAE Team Emirates) zu der Gruppe um Wout van Aert auf. Dahinter bildeten sich mehrere kleine Gruppen, die sich in der Anfahrt zum Bosberg neuerlich zu einem großen Feld formierten. Im Schlussanstieg des Bosberg griff Ivan Garcia Cortina (Movistar) an und schloss vom Hauptfeld zu der Ausreißergruppe auf. Ihm folgten mehrere weitere Fahrer, die nach der Kuppe des letzten Kopfsteinpflaster-Anstiegs mit Matteo Jorgenson auch den letzten Ausreißer einholten. Auf den letzten zehn Kilometern griffen zunächst Wout van Aert und Christophe Laporte an, ehe sich ihr Teamkollege Jan Tratnik erfolgreich vom Hauptfeld lösen konnte. Einzig der Deutsche Nils Politt (UAE Team Emirates) folgte der Attacke des Slowenen. Innerhalb von wenigen Kilometern fuhren die beiden eine größere Lücke heraus, während in erster Linie die Lotto Dstny-Mannschaft die Nachführarbeit übernahm. Der Sieger wurde jedoch im Zwei-Mann-Sprint zwischen Jan Tratnik und Nils Politt entschieden, wobei sich der Slowene schlussendlich deutlich durchsetzte. Den dritten Platz sicherte sich Wout van Aert aus einer 32 Fahrer umfassenden Gruppe, die im Ziel einen Rückstand von acht Sekunden aufwies.
| Platz | Fahrer             | Nation | Team                            | Zeit                   |
| ----- | ------------------ | ------ | ------------------------------- | ---------------------- |
| 01.   | Jan Tratnik        | SLO    | Team Visma-Lease a Bike         | 4:31:28 h (44,69 km/h) |
| 02.   | Nils Politt        | GER    | UAE Team Emirates               | + 0:03 min             |
| 03.   | Wout van Aert      | BEL    | Team Visma-Lease a Bike         | +0:08 min              |
| 04.   | Oliver Naesen      | BEL    | Decathlon AG2R La Mondiale Team | "                      |
| 05.   | Christophe Laporte | FRA    | Team Visma-Lease a Bike         | "                      |
| 06.   | Laurenz Rex        | BEL    | Intermarché-Wanty               | "                      |
| 07.   | Jasper Stuyven     | BEL    | Lidl-Trek                       | "                      |
| 08.   | Thomas Pidcock     | GBR    | Ineos Grenadiers                | "                      |
| 09.   | Matteo Trentin     | ITA    | Tudor Procycling Team           | "                      |
| 10.   | Arnaud De Lie      | BEL    | Lotto Dstny                     | "                      |

## Vergabe der UCI-Punkte
Der Omloop Het Nieuwsblad 2024 war Teil der UCI WorldTour 2024. Nach dem Rennen wurden UCI-Punkte vergeben, die sich auf die Platzierung der Fahrer und Mannschaften im UCI Ranking auswirkten. Die Punktevergabe erfolgte nach folgendem Schlüssel:
| Platzierung  | 1.  | 2.  | 3.  | 4.  | 5.  | 6.  | 7. | 8. | 9. | 10. | Anmerkung                              |
| ------------ | --- | --- | --- | --- | --- | --- | -- | -- | -- | --- | -------------------------------------- |
| Tageswertung | 300 | 250 | 215 | 175 | 120 | 115 | 95 | 75 | 60 | 50  | gestaffelt bis zum 60. Platz (1 Punkt) |